# Saint-Pierre-les-Bois

Saint-Pierre-les-Bois este o comună în departamentul Cher, Franța. În 1 ianuarie 2022 avea o populație de 272 de locuitori.